# Yuji Wakasa
Yuji Wakasa (輪笠 祐士 Wakasa Yuji?, Tokio, 9 de febrero de 1996) es un futbolista japonés que juega como centrocampista en el Renofa Yamaguchi F. C. de la J2 League.

## Trayectoria

### Clubes
| Club                            | País  | Año       |
| ------------------------------- | ----- | --------- |
| Fukushima United F. C.          | Japón | 2018-2019 |
| Blaublitz Akita                 | Japón | 2020-2022 |
| Fagiano Okayama                 | Japón | 2022-     |
| Renofa Yamaguchi F. C. (cedido) | Japón | 2025-     |